# Hippodrome d'Évry
L'hippodrome d'Évry, également nommé hippodrome de Ris-Orangis, hippodrome de Bondoufle ou hippodrome des Arcades, est un ancien hippodrome français, actif de 1973 à 1996.
Il est situé sur les communes d'Évry, de Bondoufle et de Ris-Orangis et est adjacent à la maison d'arrêt de Fleury-Mérogis et au stade Robert-Bobin.

## Histoire
Il est envisagé en 1967 par la société de sport de France (devenue France Galop), après la fermeture de l'hippodrome du Tremblay.
Le site est conçu par Jacques Regnault et inauguré le 5 avril 1973. Il peut accueillir jusqu'à 12 000 personnes dont 3 500 dans la tribune principale.
Il est connu pour sa modernité et pour être l'un des premiers hippodromes d'Europe à être équipé d'un système informatique pour la gestion des paris.
En 1996, alors que le PMU vit une crise financière, France Galop décide de fermer l'hippodrome. L'hipprodrome d'Évry est alors en compétition avec ceux de Chantilly et de Maisons-Laffitte. La dernière réunion eut lieu le 3 décembre 1996, l'ultime course étant le prix d'Ablis.
De 1998 à 2000, l'émir de Dubaï Maktoum ben Rachid Al Maktoum utilisa l'hippodrome comme écurie.
Le terrain devenu friche, différents projets sont proposés comme un circuit automobile, un parc d'attraction ou le déplacement du stade Roland-Garros. Il sert en partie de terrain d'entraînement pour les forces de l'ordre.
Le terrain, possédé par France Galop, est racheté en 2013 par la fédération française de rugby qui voit alors un site idéal pour son propre stade, avec un pôle d'activité aux alentours. Mais le projet est annulé fin 2016 après l'élection du nouveau président de la FFR, Bernard Laporte, opposé au grand stade. Ce qui laisse en suspens le devenir du site même si les écologistes proposent la création d'un parc agrobiologique pour la région.
Il est prévu de construire le Cluster Grand Paris Sport, un pôle d'activité combinant des unités de recherches de sport, un campus de STAPS et une « Cité des Sports ».
La région Île-de-France a déconstruit 3,5 hectares de surfaces bitumineuses et bétonnées de l'ancien parking de l’hippodrome de Ris-Orangis.

## Tournages
L'architecture ainsi que la désaffection de l'hippodrome en font un site propice pour plusieurs tournages.
- Balthazar
- Clem
- Luther
- Titane
- Profilage
- 2018 : Mon inconnue (film)
- 2019 : Comment je suis devenu super-héros (film)
- 2021 : Coupez !
- 2022 : Cameo de Kavinsky[11] (clip)
- 2022 : Coup de vieux de Big Flo & Oli[12] (clip)
- 2023 : 48h pour Survivre à une invasion de Zombie (ft. Michou, AmineMaTue, Matt) | Inoxtag (vidéo YouTube)[13]
- 2023 : Jusqu'ici tout va bien par Nawell Madani et Simon Jablonka (série Netflix)[14]
- 2024 : Furies (série Netflix, épisode 3)
- 2024 : The Walking Dead: Daryl Dixon (série, saison 2)
- 2025 : Le Négociateur (série, saison 2 épisode 6)

## Sitographie
- « Le Site »(Archive.org • Wikiwix • Archive.is • Google • Que faire ?), sur Grand Stade de Rugby
- « La saga de l'hippodrome d'Evry », sur Le Parisien, 6 juillet 2012
- « Un quartier se dessine autour du futur Grand stade », sur Essonne Infos, 11 décembre 2014 (version du 31 décembre 2014 sur Internet Archive)
- « Hippodrome de Ris-Orangis-Evry », sur Histoire Locale de Ris-Orangis
- « Retour sur l'hippodrome d'Evry », 4 juillet 2012
- « L'hippodrome d'Evry fermera définitivement », sur Les Échos, 24 juin 1996
- « L'hippodrome de Ris-Orangis, un site qui attend sa reconversion », sur Essonne Infos, 13 mars 2012 (version du 25 mai 2013 sur Internet Archive)
- « L'hippodrome de Ris-Bondoufle veut y croire », sur Le Parisien, 27 novembre 2010